# Otto Hessler
Paul Ernst Otto Hessler (* 13. September 1891 in Spandau; † nach 1951) war ein deutscher Parteifunktionär (SPD/SED) und Thüringer Landtagsdirektor.

## Leben
Heßler stammte aus einer sozialdemokratischen Arbeiterfamilie. Sein Vater war Werkzeugmacher. Nach dem Besuch der Volksschule erlernte er die Berufe des Werkzeugmachers und des Maschinenbauers. Nach dem Besuch einer Gewerbeschule wurde er Werkmeister. Im Jahr 1907 trat er der Sozialistischen Arbeiterjugend (SAJ) bei und 1908 dem Deutschen Metallarbeiter-Verband (DMV). In den Jahren 1915 bis 1918 musste er am Ersten Weltkrieg teilnehmen. 1917 trat er der Unabhängigen Sozialdemokratischen Partei Deutschlands (USPD) bei und wurde Sekretär ihrer Zentralleitung, weil er gute Kontakte zur Arbeiterjugend besaß. 1921 erreichte er im ADGB von Berlin die Stelle eines Sekretärs des Ortsausschusses, zugleich wurde er Leiter ihrer Jugendzentrale. 1922 kehrte er zur SPD zurück und heiratete die Stenotypistin Emma Flegel (1890–1950). 1927 übernahm er zahlreiche weitere Funktionen, u. a. die Leitung des gewerkschaftlichen Bildungswesens. Mit seiner verdienstvollen Mitarbeit in der Jury einer Architektenausschreibung und in der pädagogisch-technischen Vorbereitung wurde der Auftrag für die Projektierung der ersten ADGB-Bundesschule dem Architekten Hannes Meyer übertragen, so dass der Bau ein Musterbeispiel moderner Baukultur werden konnte. Heßler äußerte sich auch in der SPD-Presse über seine pädagogisch-politischen Vorstellungen. In der Zeitschrift „Die Arbeit“ veröffentlichte er noch Anfang 1933 seine Auffassungen über ein erneuertes Berufsschulwesen.
Nach der Machtübernahme der NSDAP 1933 wurde er festgenommen und blieb einige Zeit in Haft. In der Folgezeit war er in verschiedenen Firmen tätig als technischer Angestellter. Um dem zunehmenden Druck der NS-Machthaber zu entgehen, setzte er sich Anfang 1945 nach Thüringen ab.
Nach dem Ende der NS-Diktatur wurde er Mitglied im Bund demokratischer Sozialisten (BDS) bzw. danach wieder in der SPD. Ernst Busse holte ihn in das Thüringer Landesamt des Innern als Abteilungsleiter. Im Februar 1947 wurde er auf Wunsch von August Frölich zum Direktor des Thüringer Landtags bestimmt. Seit 1948 geriet er jedoch stark unter ideologischen Druck der SED-Leitung, so dass er im Jahr 1950 sein Amt aufgeben musste. Anfang 1951 siedelte er in die Bundesrepublik über und erhielt dort eine Stelle als Abteilungsleiter im Hessischen Innenministerium.

## Veröffentlichungen
- Gewerkschaften und Berufsschule, Berlin : Verlagsgesellschaft d. Allg. Deutschen Gewerkschaftsbundes, 1930